# 日本とキリバスの関係
日本とキリバスの関係（にほんとキリバスのかんけい、英語: Japan–Kiribati relations） では、日本とキリバスの関係について概説する。
日本はキリバスに多大な経済協力を実施しており、また歴史的にも戦時下とはいえ一時的に占領した経緯がある。その事から結びつきが強く、キリバスでは日本との外交関係は重視されている。

## 両国の比較
|               | キリバス                      | 日本                           | 両国の差                    |
| ------------- | ----------------------------- | ------------------------------ | --------------------------- |
| 人口          | 11万7606人（2019年）          | 1億2626万人（2019年）          | 日本はキリバスの約1073.6倍  |
| 国土面積      | 730 km²                       | 37万7972 km²                   | 日本はキリバスの約517.8倍   |
| 人口密度      | 143 人/km²（2018年）          | 347 人/km²（2018年）           | 日本はキリバスの約2.4倍     |
| 首都          | タラワ                        | 東京都                         |                             |
| 最大都市      | タラワ                        | 東京都区部                     |                             |
| 政体          | 大統領制 共和制               | （民主制）議院内閣制           |                             |
| 公用語        | キリバス語 英語               | 日本語（事実上）               |                             |
| 通貨          | オーストラリア・ドル          | 日本円                         |                             |
| 国教          | なし                          | なし                           |                             |
| 人間開発指数  | 0.612                         | 0.919                          |                             |
| 民主主義指数  | ‐                             | 7.99                           |                             |
| GDP（名目）   | 1億9464万7202米ドル（2019年） | 5兆819億6954万米ドル（2019年） | 日本はキリバスの約26108.6倍 |
| 一人当たりGDP | 1655.1米ドル（2019年）        | 40246.9米ドル（2019年）        | 日本はキリバスの約24.3倍    |
| 経済成長率    | 2.2%（2019年）                | 0.7%（2019年）                 |                             |
| 軍事費        | -（2019年）                   | 476億902万米ドル（2019年）     |                             |
| 地図          |                               |                                |                             |

## 歴史

### キリバス史
紀元前1世紀ごろ、ミクロネシア系の人々が西方よりカヌーで到来。
1777年、イギリス人探検家ジェイムズ・クックがキリスィマスィ島に来島。
1892年、近隣のエリス諸島（現ツバル）とともにイギリスの保護領となる。
1941年に勃発した太平洋戦争でイギリス植民地政府が放逐され、大日本帝国の支配下に置かれる。日本軍とアメリカ軍の激戦地となり、1943年以降アメリカが占領。
1945年以降、正式にイギリスの植民地に戻る。1956年から1962年の間、ライン諸島のキリスィマスィ島はイギリスとアメリカの核実験場として利用される。
1979年、ギルバート諸島、フェニックス諸島、ライン諸島及びバナバ島で構成されるキリバス共和国として独立を果たす。

### 太平洋戦争
1941年に太平洋戦争が勃発。日本の委任統治領であったマーシャル諸島の南から南東に位置するギルバート諸島は、当時敵国であるイギリスの植民地であり、ナウル、オーシャン島とともにマーシャル諸島に対する側方の脅威となるものであった。また戦略上の要地であるマーシャル諸島の防衛上ギルバート諸島が重視されたことや、ギルバート諸島に哨戒のための基地を設けることによる利点、第十九戦隊（「沖島」、「天洋丸」）の任務が無かったことなどからギルバート諸島攻略が考えられ、1941年12月10日から11日にかけて、第十九戦隊司令官志摩清英少将を指揮官としてブタリタリ（当時の呼称はマキン）やタラワなどを占領。イギリス軍はギルバート諸島から放逐されて日本軍の占領下に入った（日本のギルバート諸島攻略）。
まともに組織的な反攻を行うことができなかった英軍とは対照的に、米軍はギルバート諸島を奪回するために逸早く軍事作戦を展開した。1942年初頭よりギルバート諸島の奪還及びマーシャル諸島の占領を目的とした米軍による積極的な軍事行動が展開され、当地は激戦地となる。一連の戦いは「ギルバート・マーシャル諸島の戦い」と呼ばれる。1942年2月の「マーシャル・ギルバート諸島機動空襲」では激しい空戦が展開され日本軍の防備が破壊されると、同年8月にはギルバート諸島ブタリタリ環礁（当時の呼称はマキン環礁）に「マキン奇襲」が実施されて潜水艦の攻撃により日本海軍陸戦隊が壊滅。1943年11月にはブタリタリ環礁に米軍が上陸して、初めてギルバート諸島で大規模な陸上戦「マキンの戦い」が繰り広げられた。その戦いとほぼ並行してタラワでは「タラワの戦い」が繰り広げられ、米軍では後に“恐怖のタラワ”（terrible Tarawa）と語り継がれるほどの死者を出す激戦となった。タラワの戦いとマキンの戦いの支援する為にギルバート諸島付近に展開していたアメリカ海軍は日本海軍航空隊と衝突、「ギルバート諸島沖航空戦」も発生するなど、1943年11月は同時に三つの大規模な戦闘が繰り広げられた。これら戦いで敗北した日本はギルバート諸島やバナバ島を喪失し、米軍の占領を経て戦後はイギリスの植民地へと戻った。

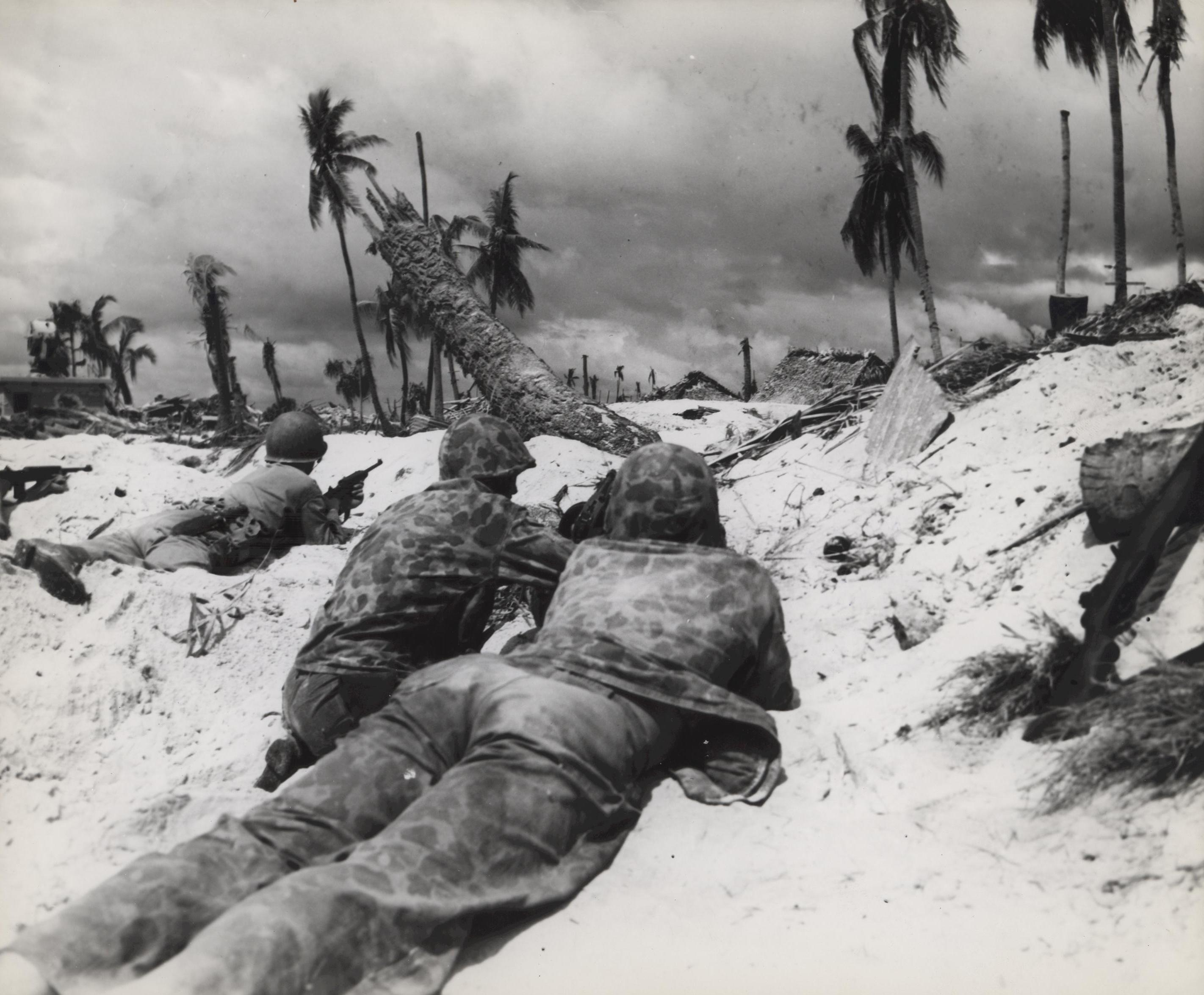
日本軍のトーチカを攻撃するアメリカ海兵隊（タラワの戦い）
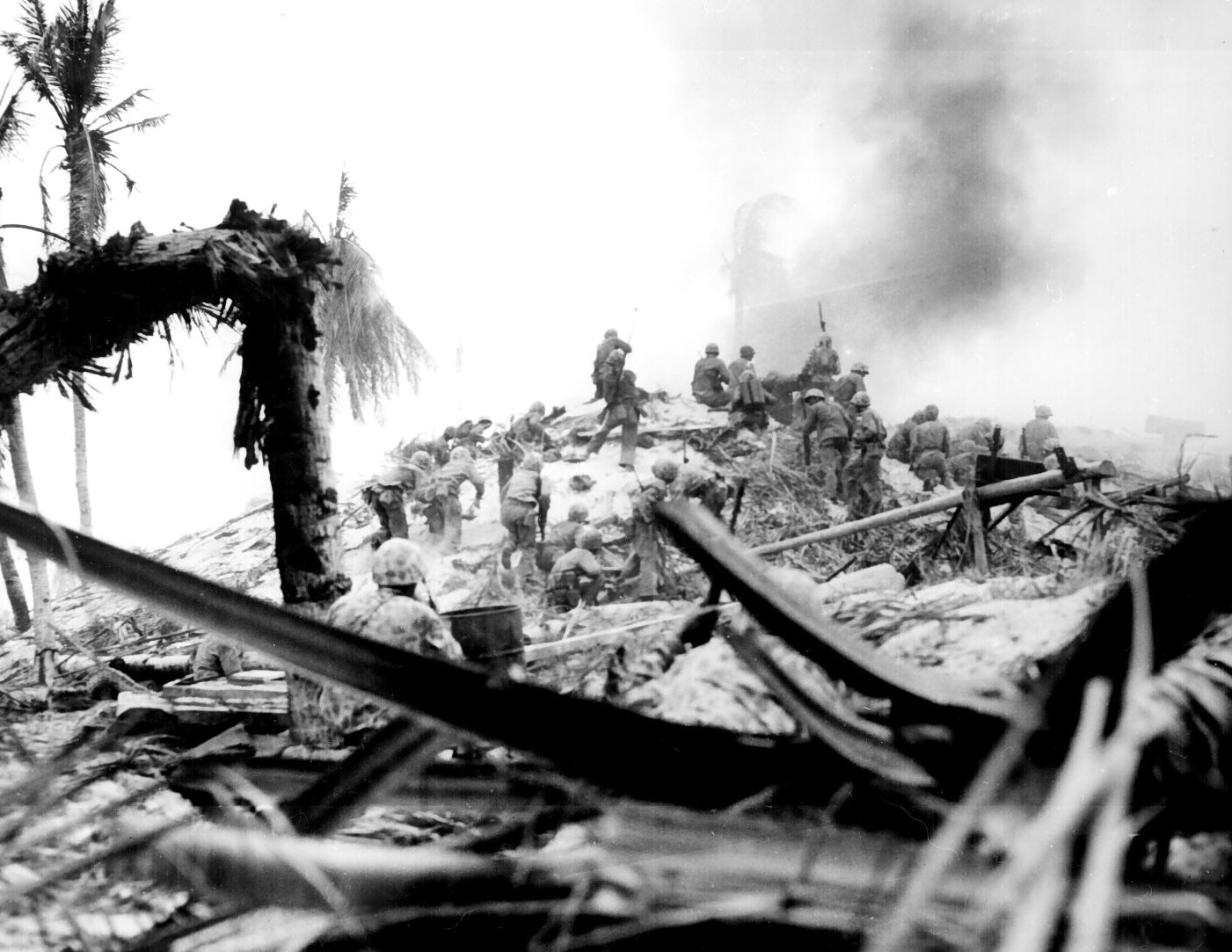
破壊された日本軍陣地と上陸するアメリカ海兵隊（タラワ）
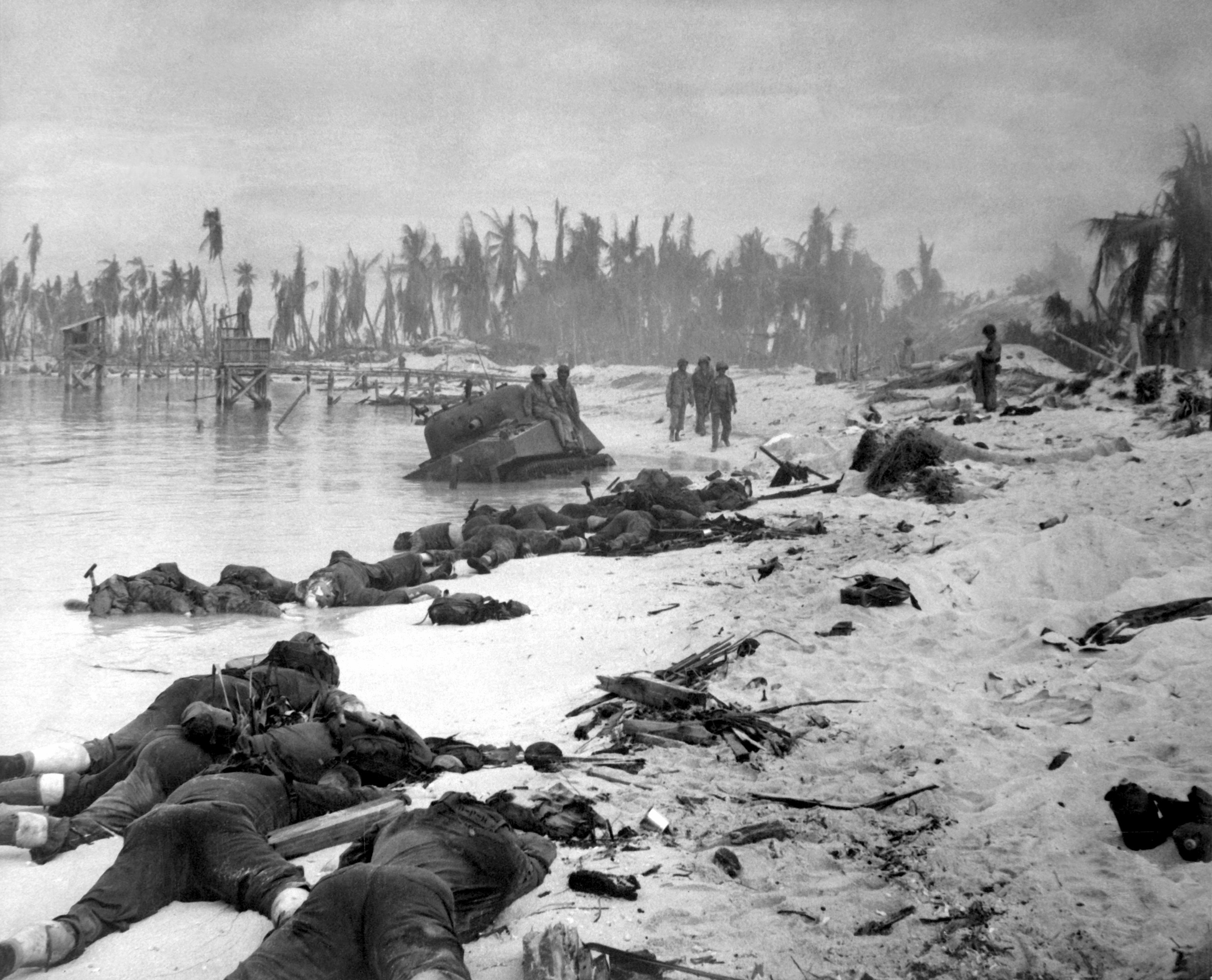
戦闘終結後のタラワのビーチ。多数のアメリカ兵がここで戦死し、のちにタラワの戦いは「恐怖のタラワ」として知られるようになった。

### 外交史
1957年1月30日、日本はイギリスに対して、マルデン島で行う核実験の中止を要請したが拒否された。同年3月30日、松下正寿を特使としてイギリスに派遣したが、同年中に水素爆弾の実験が同島で行われた。
1979年7月のキリバス独立式典に衆議院議員の大野明が派遣され、同日国家承認と外交関係が樹立される。1982年11月バイテケ初代駐日大使（移動大使）が昭和天皇に信任状を捧呈、1983年4月には東京に在京キリバス名誉総領事館開設（2013年閉館）、2015年7月には仙台市に在仙台キリバス名誉領事館が開設（2018年2月、閉館）した。大使館については、在中華民国キリバス大使館が日本を2013年以降兼轄していたが、2019年キリバスと台湾が断交したことにより大使館業務は停止している。一方、日本はキリバス本国には日本国大使館を設置せず、在フィジー日本国大使館の兼轄としていたが、2023年1月1日、タラワ常駐の在キリバス日本国大使館が新設された。

## 要人往来

### キリバス要人の訪日

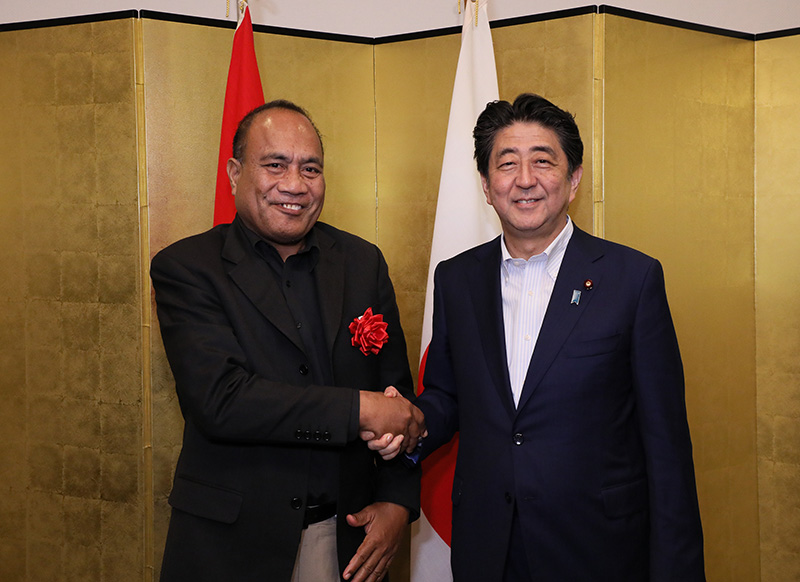
日・キリバス首脳会談（2018年）

キリバスの初代大統領イエレミア・タバイは独立以後、1979年、1985年、1988年、そして平成の即位の礼のため1990年に訪日を実施し、日本との友好関係の下地を築いた。
第三代大統領テブロロ・シトは、太平洋・島サミットのため1997年に初めて訪日すると2000年にも同様の目的で、2001年には太平洋諸島フォーラムの議長として訪日している。また、当時総理大臣であった森喜朗とも首脳会談を実施。
第四代大統領アノテ・トンは親日家・知日家としても知られる政治家で、何度も訪日を実施。2006年5月には第四回太平洋・島サミットのため、2007年2月には実務訪問賓客として、2007年12月には大分県における第一回アジア・太平洋水サミット出席のため、2009年5月には第五回太平洋・島サミットのため、2012年5月にも沖縄県における第六回太平洋・島サミットのため、2013年10月には太平洋・島サミットの第二回中間閣僚会合のため、2015年3月には第三回国連防災世界会議のため、同年5月には第7回太平洋・島サミットのため来日している。また安倍晋三や野田佳彦など歴代の総理大臣と首脳会談を実施しており、キリバスは気候変動による海面上昇で国土が水没する可能性が高い事から、気候変動問題そして安全保障問題での協力をあおいでいる。
現職大統領であるタネスィ・マアマウは2018年に訪日を実施。恒例となっている第八回太平洋・島サミット出席のため福島県いわき市を訪れたほか、安倍晋三と首脳会談を実施して「自由で開かれたインド太平洋」構想についての意見交換がなされている。

### 日本要人のキリバス訪問

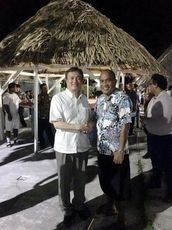
日本の政務官の堀井巌と、キリバスの大統領マーマウによる会談

2009年2月には外務副大臣の橋本聖子がキリバスを訪問先の一つに選び、日本の経済協力により建設されたビケニベウ発電所、トゥンガル病院などを視察。外務大臣政務官の堀井巌も2018年のオセアニア歴訪の際、キリバスをオーストラリアやニュージーランド、フィジーといった主要国訪問後に訪れている。

## 経済交流
無償資金協力、技術協力合わせて日本はキリバスに2017年までに250億円以上を支援、主要な援助国となっている。
協力内容としては港の拡張工事など水産に関する分野や、津波や台風といった災害に脆弱である事から防災分野の支援が多い。海面上昇で地球上で最も早く沈む国と言われている事から、気候変動対策のための支援も急務となっており、これについてはODAだけでなくフェリス女学院の生徒がキリバス共和国に赴いてマングローブの植林活動を実施するなど、支援主体は官民を問わない。また、ビケニベウ発電所など首都タラワの電力供給施設の整備、キリバス唯一の総合病院であるトゥンガル病院の建て替え工事などはキリバスにおける有名な日本のODAである。トゥンガル病院は、友好を記念してキリバスの切手にも描かれている。
2019年度の対キリバス貿易は輸出6.7億円に対し輸入7.8億円と、日本が僅かな赤字である。輸出品は主に食料などで、一方輸入品はキリバスの特産品であるコプラや海藻などである。キリバスにとって、日本は最大の貿易相手国である。
キリバスは第二次世界大戦時、激戦地であった。その事から現在でも日本軍兵士の遺骨などが発見されており、日本の厚生労働省はその発見のための協力や身元特定のための技術提供などを実施。両国が協力して身元特定と遺骨の返還業務を行っている。2020年には、初めて遺品や埋葬記録のない遺骨がDNA鑑定によって身元特定された。

## 外交使節

### 駐日キリバス大使
1. アタンラオイ・バイテケ（本国常駐、1982～2014年、信任状捧呈は11月5日[53]）
2. テーコア・イウタ（台北常駐→本国常駐、2014年～、信任状捧呈は7月11日[54]）